# مجرای انزال
مجرای انزال یا مجرای انزالی (به انگلیسی: Ejaculatory duct) ساختارهای جفتی در دستگاه تناسلی مرد هستند. هر مجرای انزالی از اتحاد مجرای وابران با مجرای کیسه منی تشکیل می‌شود. آنها از پروستات عبور می‌کنند و به مجرای ادرار در بالای کولیکولوس منی باز می‌شوند. در هنگام انزال، منی از غده پروستات عبور کرده، وارد مجرای ادرار شده و از طریق مجرای ادرار از بدن خارج می‌شود.